# پربن الکیر لارسن
پربن الکیر لارسن (انگلیسی: Preben Elkjær Larsen؛ زادهٔ ۱۱ سپتامبر ۱۹۵۷) یک بازیکن فوتبال اهل دانمارک است.
وی همچنین در تیم ملی فوتبال دانمارک بازی کرده‌است.